# 訃報 1974年12月
訃報 1974年12月（ふほう 1974ねん12がつ）では、1974年（昭和49年）12月中に物故した、又は物故が報じられた人物についてまとめる。

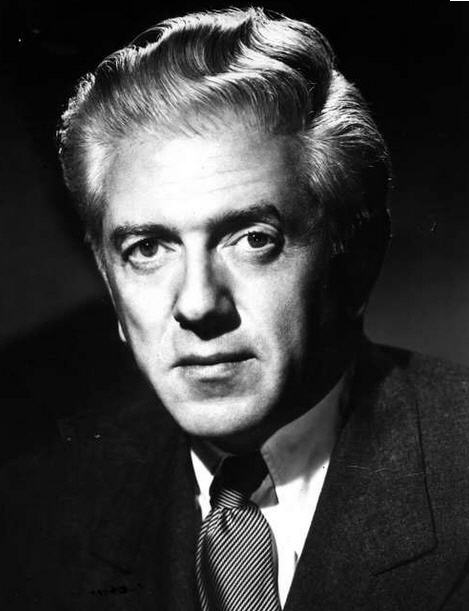
アナトール・リトヴァク / 12月15日没

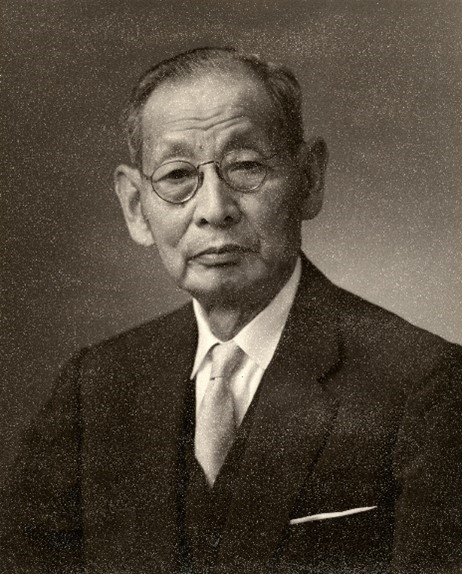
三島海雲 / 12月28日没

## （1日 - 15日）
- 12月2日 - ソフィー＝カルメン・エックハルト＝グラマッテ、作曲家（* 1901年）
- 12月2日 - 黒上泰治、農学者（* 1887年）
- 12月2日 - 山村辰雄、ヤクザ（* 1903年）
- 12月4日 - 服部伸、講談師（* 1880年）
- 12月6日 - 高山義三、政治家、第19代京都市長（* 1892年）
- 12月7日 - 花井又太郎、都市計画家（* 1886年）
- 12月7日 - 京極高鋭、経済学者（* 1896年）
- 12月8日 - 青野平義、俳優（* 1912年）
- 12月8日 - 朝日嶽留蔵、大相撲力士（* 1889年）
- 12月10日 - 上阪香苗、海軍軍人（* 1892年）
- 12月10日 - 東海林俊成、陸軍軍人（* 1890年）
- 12月11日 - 神門至馬夫、労働運動家・政治家（* 1922年）
- 12月11日 - 国分正三、海軍軍人（* 1891年）
- 12月14日 - ウォルター・リップマン、ジャーナリスト（* 1889年）
- 12月15日 - アナトール・リトヴァク、映画監督（* 1902年）

## （16日 - 31日）
- 12月18日 - 武藤健、牧師・日本基督教団第4代議長（* 1893年）
- 12月18日 - ハリー・フーパー、メジャーリーガー（* 1887年）
- 12月20日 - 村田正太、医師・医学研究者（* 1884年）
- 12月20日 - 赤松要、経済学者（* 1896年）
- 12月20日 - 門田芦子、宝塚歌劇団（* 1905年）
- 12月23日 - 山川幸世、演出家（* 1904年）
- 12月23日 - 千田憲、国文学者（* 1889年）
- 12月23日 - 原田淑人、考古学者（* 1885年）
- 12月23日 - 高木市之助、国文学者（* 1888年）
- 12月24日 - 茂木善作、陸上競技選手（* 1893年）
- 12月24日 - 甲斐中文治郎、弁護士・政治家（* 1898年）
- 12月24日 - 大森仙太郎、海軍軍人（* 1892年）
- 12月24日 - 安田尚義、歌人・歴史学者（* 1884年）
- 12月25日 - 池内たけし、俳人（* 1889年）
- 12月28日 - 高木卓、小説家・ドイツ文学者・音楽評論家（* 1907年）
- 12月28日 - 三島海雲、実業家、カルピス創業者（* 1878年）
- 12月29日 - 浅野安子、旧皇族（* 1901年）
- 12月30日 - 藤野天光、彫刻家（* 1903年）
- 12月30日 - 三代目 尾上鯉三郎、歌舞伎役者（* 1897年）
- 日付不明 - 波多野福太郎、ジャズ・オーケストラ指揮者・ヴァイオリニスト（* 1890年）